# ゼラチン

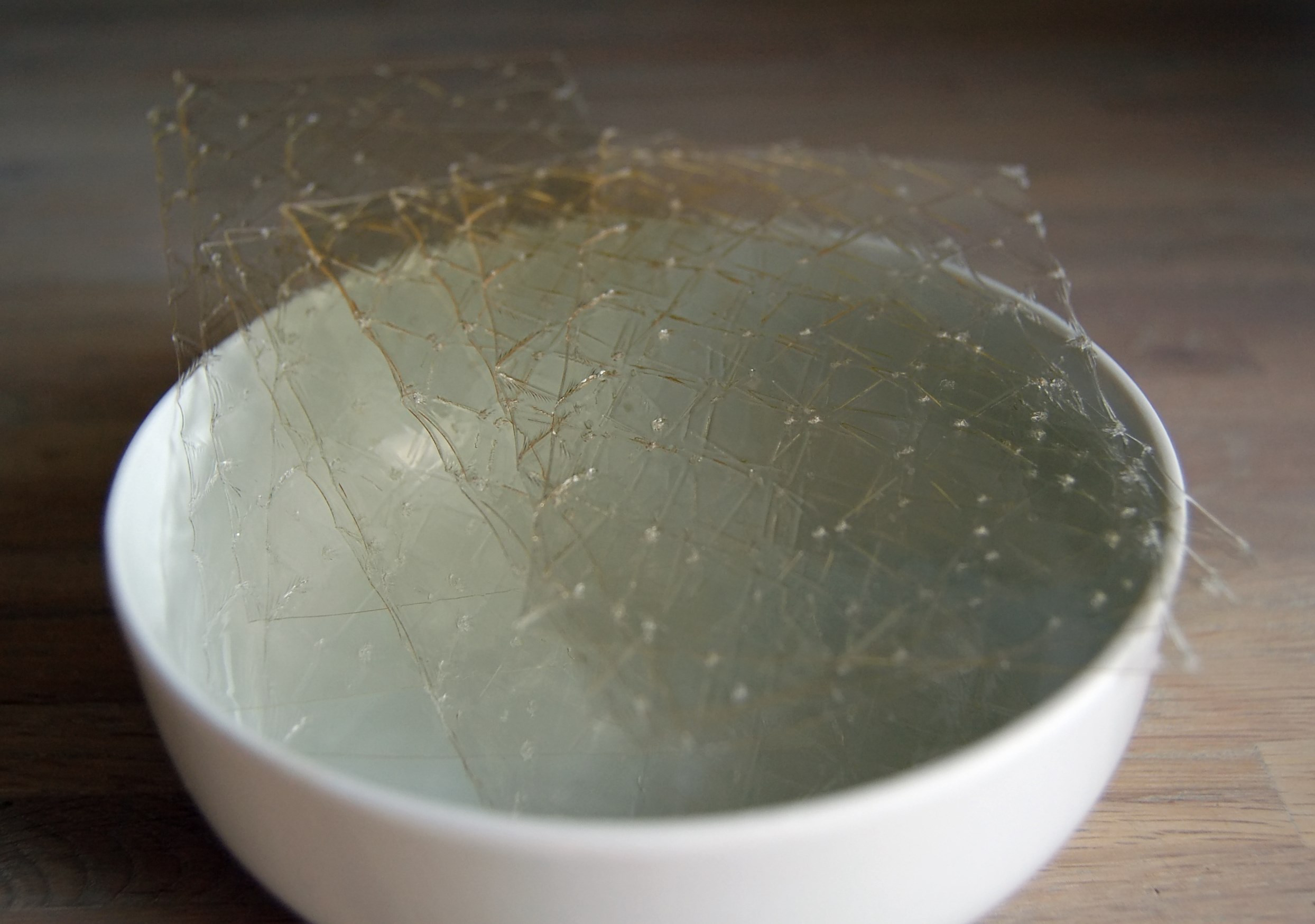
料理用ゼラチンシート

ゼラチン（英: gelatin）は、動物の皮膚や骨、腱などの結合組織の主成分であるコラーゲンに熱を加え抽出したもの。化学的にはアミノ酸の直鎖状ポリマー（タンパク質）を主成分とする。

## 概要
ゲル化剤としてゼリーなどの食品に用いられるほか工業製品にも利用されている。化学的にはコラーゲン分子の三重螺旋構造が熱変性によってほどけたものを主成分とする混合物である。

### 膠（ニカワ）

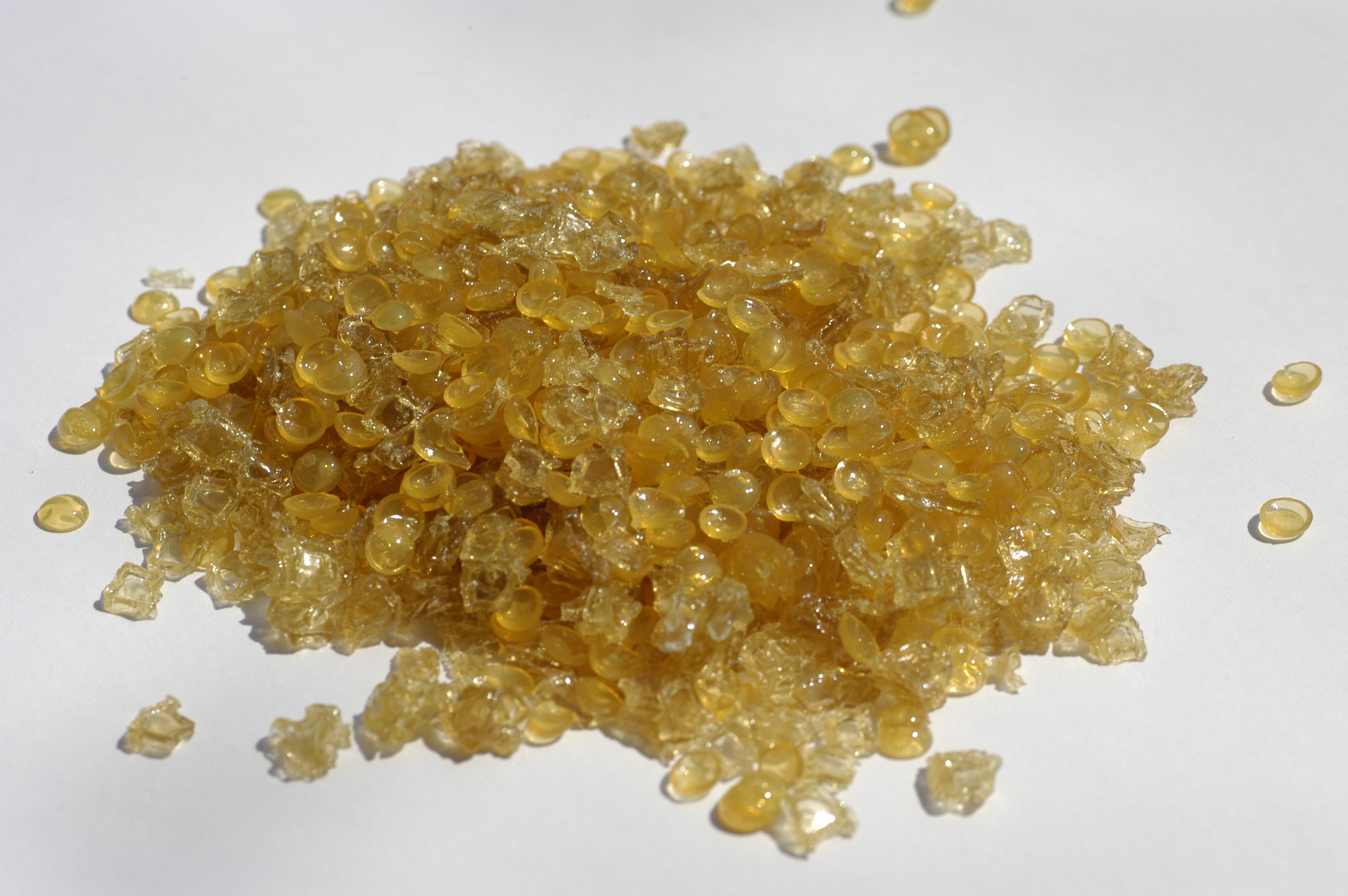
膠の顆粒剤

膠（ニカワ）はゼラチンを主成分とする接着剤・分散剤（界面活性剤）である。
一般には、主に食品や医薬品などに使われる純度の高いものをゼラチン、日本画の画材および工芸品などの接着剤として利用する精製度の低いものを膠（ニカワ）、蹄を原料とするものは hoof glue と称している。
膠には和膠と洋膠（ゼラチン）があり、和膠のほうが純度が低い分吸湿性や保水性に富み、舌先で筆を湿らすだけで微妙な濃度の調整ができることから、手仕事に携わる職人や美術家など、和膠を支持する層も根強くあり、保湿性をあえて加えた洋膠も出回っている。和膠では鹿膠が最高級品とされる。

### 特性
精製された純度の高いものは無味無臭。ゼラチンのコロイド水溶液は熱することによりゾル化して溶け、冷やすことによりゲルとなって固形化する性質を持つ。水分との混合割合により固形化する際の堅さを調節できる。

#### 原料
主にウシやブタの皮や骨などを利用して生産されているが、宗教上の理由などからタブーの対象となる動物を避けて素材を選定し、作られる場合もある。魚の鱗や皮の他、中国ではロバの皮から作る阿膠がある。

#### 基本的な製造法
素材の不純物を除去後、水を加えて熱処理し、ゼラチンを含む溶液を抽出する。濾過後に酸またはアルカリでpH調節を行い、濃縮し殺菌および冷却、さらに乾燥と精製を重ねて製品化する。

## 歴史
接着剤である膠として5000年以上前の古代から利用されていたと考えられている。シュメール時代にも使用されていたとも言われており、古代エジプトの壁画には膠の製造過程が描かれ、ツタンカーメンの墓からは膠を使った家具や宝石箱も出土している。中国大陸では、西暦300年頃の魏でススと膠液を練った「膠墨」が作られたとされ、また6世紀頃には現代とほとんど変わらない膠製造の記録も見られる。紀元前2世紀に書かれたとされる周の古書『周礼』考工記には、のちの和膠とほぼ同じ作り方が掲載されている。
中国大陸から日本に膠が伝わったのは『日本書紀』などの記述から推古天皇の時代、「膠墨」としてもたらされたものと考えられている。奈良時代以降、製墨原料、建築・指物用接着剤、織布の仕上げ剤、医薬品（造血剤）などの材料として普及した。世界的に膠の原料は畜獣が多く用いられるが、獣肉の食習慣が薄かったため原料が乏しく、遊牧民などからの輸入ルートもなかった日本では魚も膠の原料とされた。「にべもない」のニベとはかつて浮き袋が膠原料として重視された魚のことである。20世紀に入り、フィルムや印画紙に吸湿性の低い高純度のゼラチンが必要になったことから、洋膠の技術導入が始まった。食材としての伝来は遅く、明治時代以降、欧米の食文化の到来とともにゼラチンとして知られることになったが、食用のゲル化剤としては和菓子などに用いる寒天や葛粉など多糖類系統のものが既に広く用いられていたこともあり、1935年頃、国内で食品にできるだけの純度に精製する技術が確立して後、ようやく食品用ゼラチンが普及することとなった。
現代の日本では兵庫県姫路市に製造企業が集中している。

## 用途

### 食品関連
ゼラチンは製菓材料・ゲル化剤・増粘剤・安定剤として広く利用されている。

### 工業製品関連

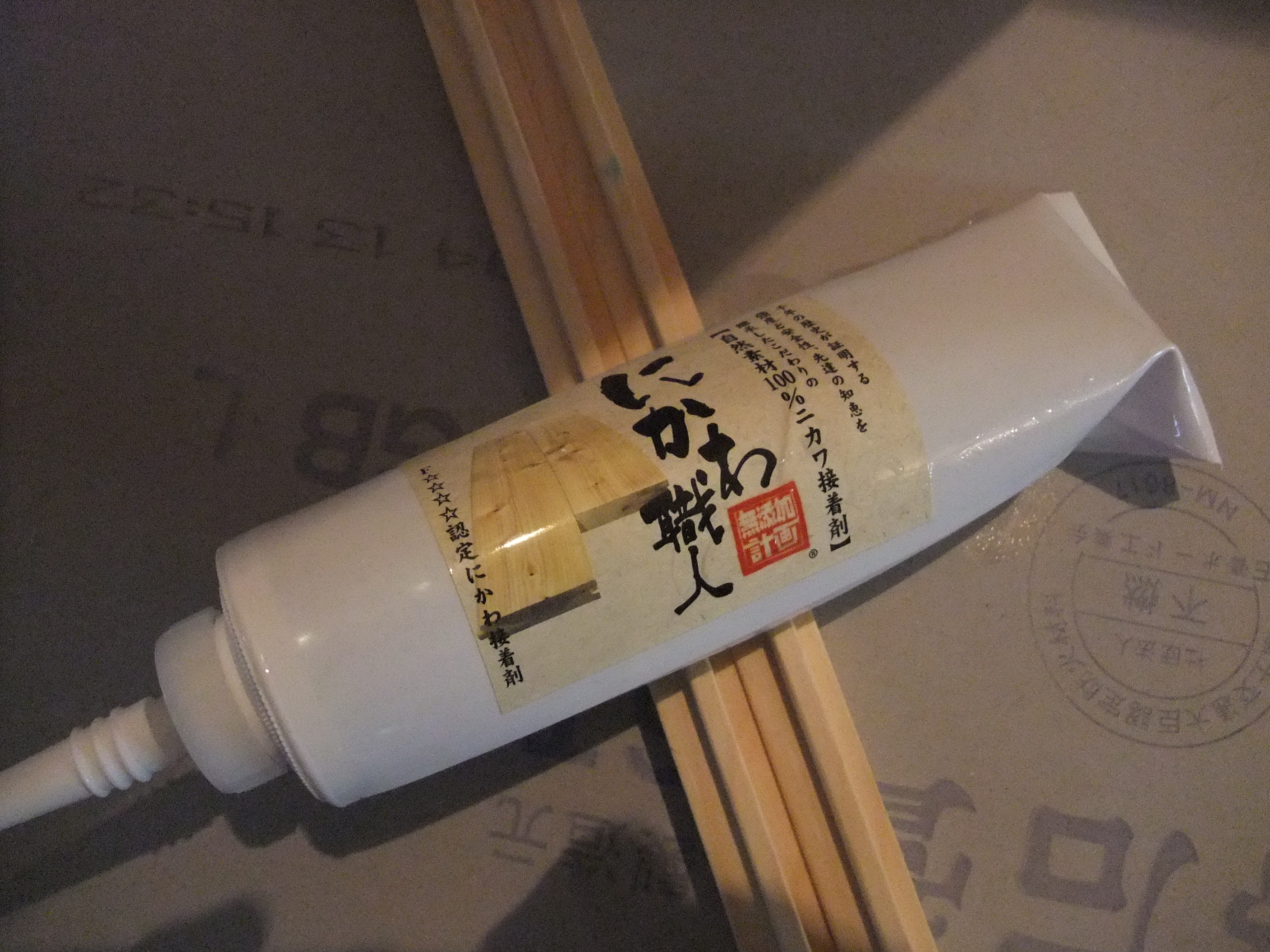
膠の接着剤：住宅建築用

弦楽器
ゼラチンの利用法として、歴史に古くから記されている。特に木材に対して極めて強力な接着力を示す一方、蒸気をあてると結合が緩み綺麗に剥離する事から、調整や修理の必要な、バイオリンなどの弦楽器の接着剤として用いられ、修理の際に剥離の必要な部位には、意図的に接着力の弱いものが使用されている。高温多湿の車内などに放置すると、ニカワが溶けてしまい、楽器がバラバラに分解してしまうという惨事が起こる。その際、たいてい弦の張力で傷が付いてしまう。
和弓
日本では、竹やハゼノキを幾重にも貼り合わせてつくる和弓づくりにも古くから用いられており、材料の接着は弓の性能に大きく影響する事から和弓に用いる膠は伝統的に弓師自ら作成・調合している。
建築
住宅において、フローリングの固定に使用される。通常は酢酸ビニル系の接着剤で固定されるが、シックハウス症候群を予防するためにニカワを使用して固定することがある。
フィルム・印画紙
溶かしたゼラチンに臭化カリウムの溶液と硝酸銀の溶液を加えて攪拌すると写真乳剤となる。1871年、銀塩写真に使う写真乳剤が開発されそれを塗布し乾燥させ感光膜とした臭化銀ゼラチン乾板が発明された。それらの写真乳剤をベースとなる素材に塗布したものが、それぞれフィルムであり印画紙となった。以降、感光物質の結合剤であり、保護コロイドとして機能するゼラチンが用いられ続けているが、デジタルカメラが普及し、使用量は減少してきている。

### 医薬品・化粧品
医薬品
飲み薬に使用されている各種のカプセルの他、錠剤やトローチなどにも使用されている。
日本では、年間1000t以上のゼラチンが医薬用として使用されている。
水分量を増やし流動性を高めたゼラチンを用い、嚥下障害のある患者への水分補給などにも使用されている。
湿布薬にもゼラチンが用いられており、多用されている日本では特に使用率が伸びている。
ゼラチンには止血作用があるのでゼラチンスポンジとして手術時に使われる。やがて体内で吸収されるので除去する必要はない。また、ゼラチン加水分解物を止血剤として注射することもある。
また、化学繊維を織り込んで作られた人工血管のコーティング材としても利用されている。
ロバ（ウシの場合もある）の膠（ゼラチンとして精製する前のもの）を阿膠（あきょう）といい止血作用のある生薬である。阿膠は効能を表示しない限りは法的に食品扱いである。
化粧品
ゼラチンの元でもあるコラーゲンは美容の分野で保湿剤として着目されており、従来シャンプーやリンス、口紅などに使用されていた粘性保持のための添加剤としてだけでなく、「加水分解コラーゲン」「水溶性コラーゲン」などが製品化され化粧品の基材の一つとして使用されている。

### 美術

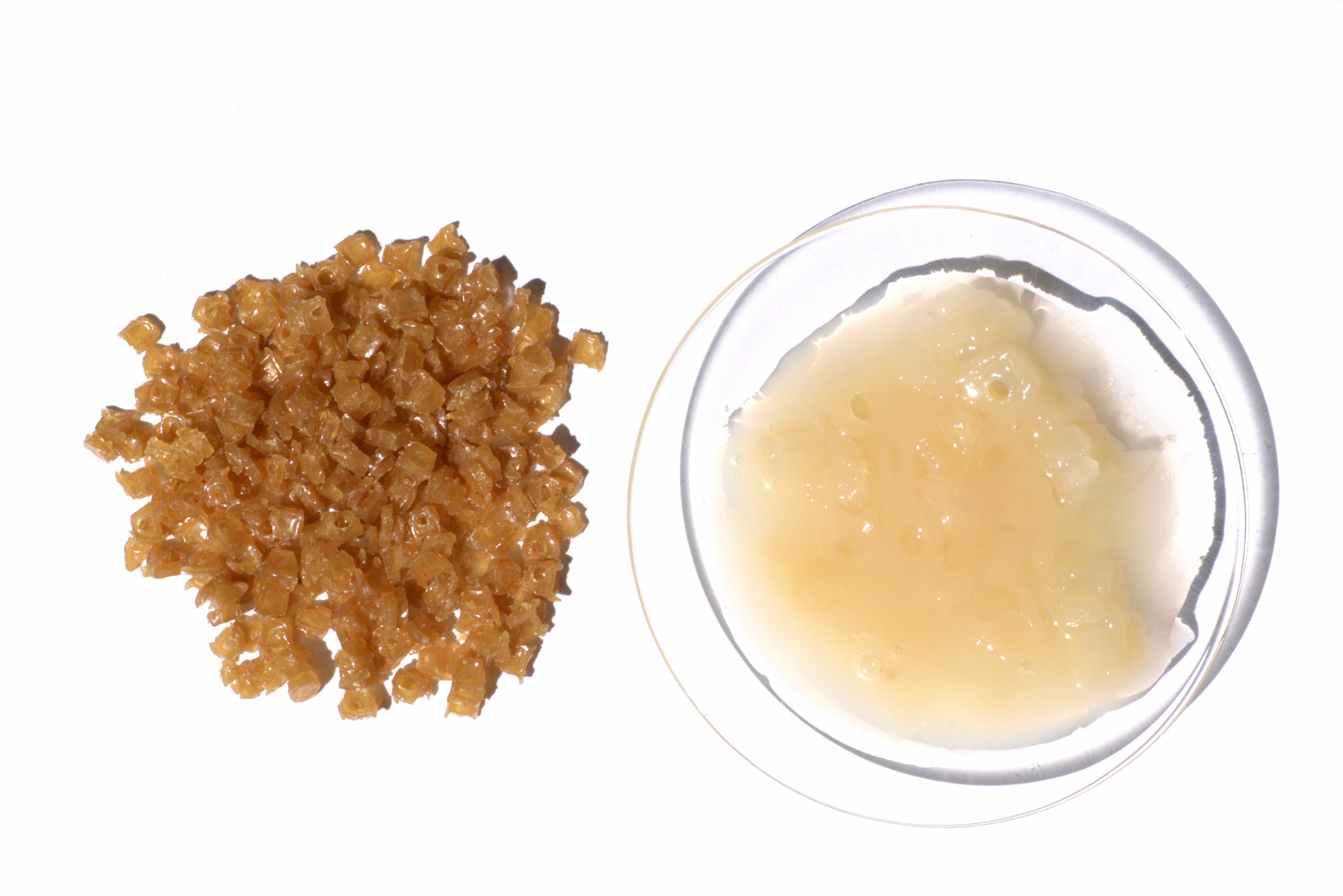
兎皮膠の顆粒剤と液体

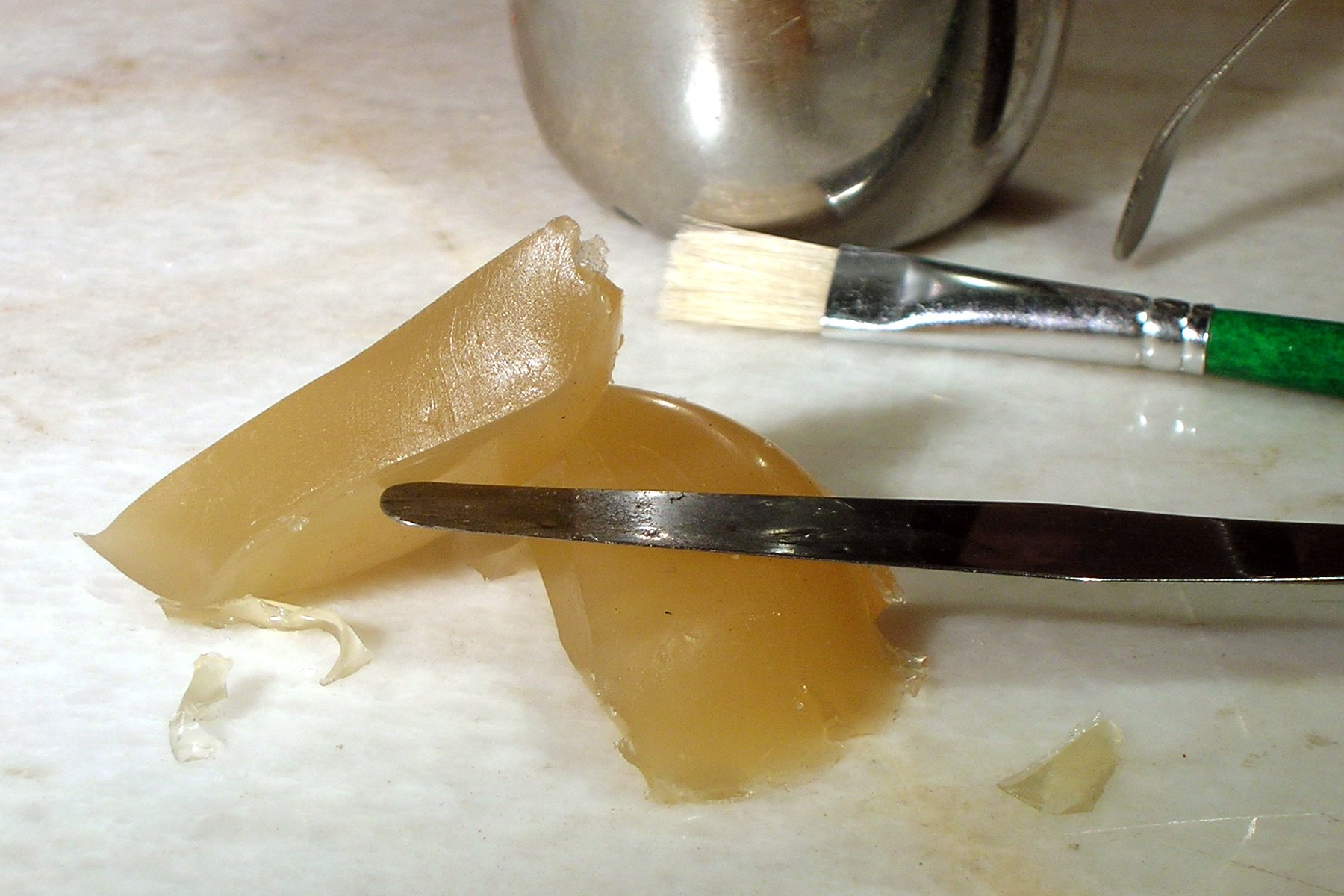
獣皮膠（常温）

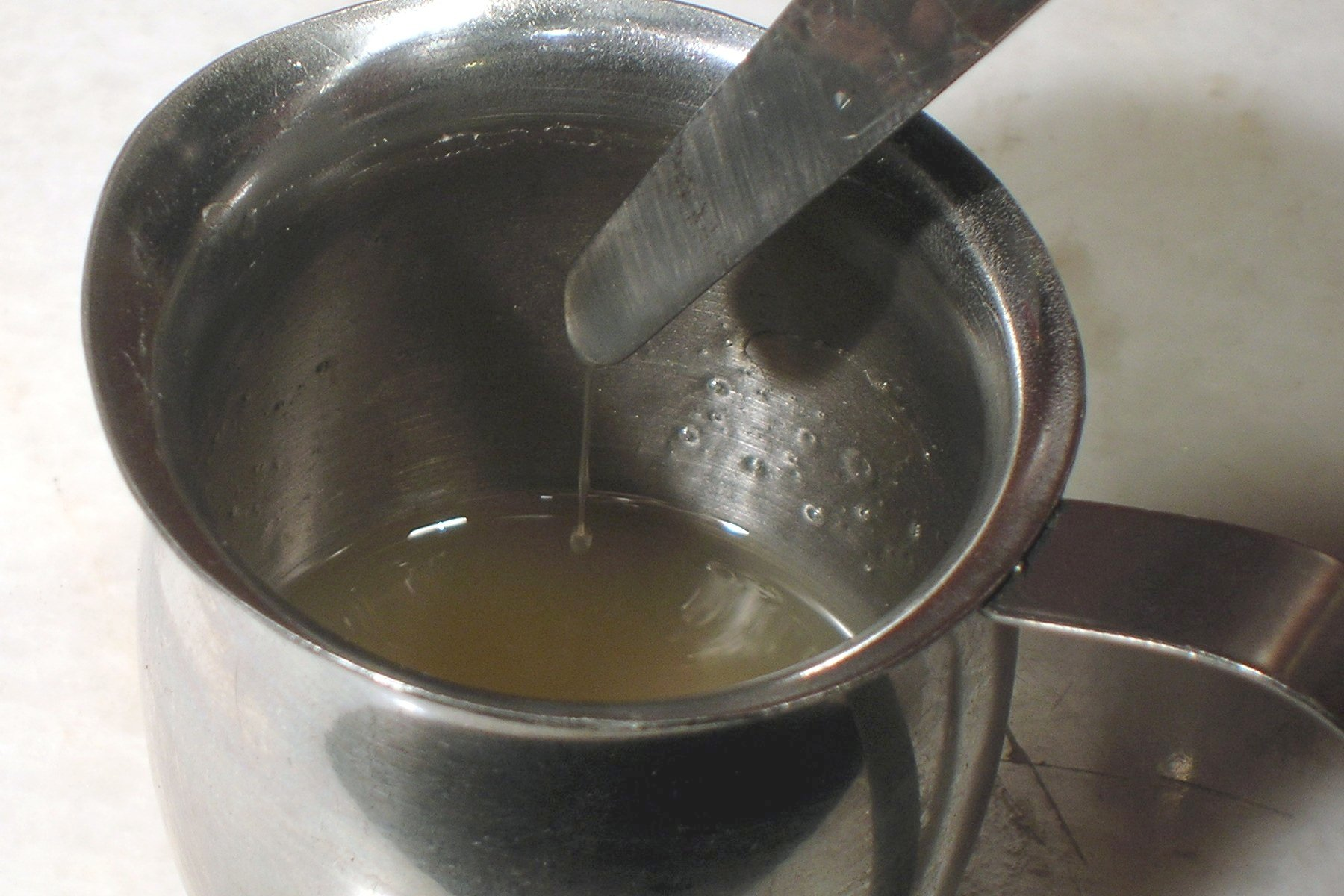
獣皮膠（加熱）

日本画では、膠は絵具の固着材となり、岩絵具などの顔料を定着させるため膠水で溶いて使用する。墨は湯煎した膠とすすを練り合わせて成形・乾燥させたものであり、膠は固着成分として、また疎水性のすす粒子を包み込んで水中に分散させる保護コロイドとして機能している。紙や布の滲み止めなどには膠と生ミョウバンの混合液である礬水を塗布する。かつては鹿の皮革から作られていたことから鹿膠（しかにかわ）と言われているものや、三千本膠と言われる牛皮膠などが主に用いられている。
中国の絵画でも膠を使った墨や彩墨、チベット・ネパールのタンカでも膠絵具が使われる。
西洋絵画では、膠絵具は主に室内装飾や舞台美術、布描きの一種（Tüchlein）に用いられ、ディステンパーと呼ばれる。油彩画やテンペラ画では、支持体の目止めや地塗りの材料として膠が用いられ、兎の皮革から作られた兎膠（トタン膠）などが良く知られている。水彩紙の表面サイズ剤としても使われる。
また、絵画の修復の際に絵具の剥離を抑えるために用いられる場合もある。

### その他の用途
競技用
アーティスティックスイミングの選手が競技時に頭髪を固めるのに用いる。水には溶けず、湯で溶けるのでシャワーで洗い流すのに都合が良い。
弾道ゼラチン
銃弾が人体に命中した際の挙動を再現するために、人の筋肉に近い硬さの弾道ゼラチン（人体ゼラチン）が用いられる。

## 食品としてのゼラチン

### 食品への利用
一般にアスピックなどのゼリー、煮こごりなどへの使用がよく知られている。マシュマロ・グミなど菓子だけでなく、焼肉などのタレやヨーグルトやクリームチーズ、ハムやソーセージなどにもゲル化剤・増粘剤・安定剤として広く利用されている。コンビニエンスストアで提供される弁当などのチルド食品では、電子レンジで加熱調理するまでスープや煮汁を固めておく用途にも利用されている。調理用の素材として販売されているゼラチンには、薄い板状の板ゼラチン、粉状の粉ゼラチン（粉末ゼラチン）、顆粒状の顆粒ゼラチンなどがあり、ゼリーをはじめ菓子などの家庭料理にも広く用いられている。
ただし、ゼラチンは食物アレルギーを引き起こすことがあるので、市販されているゼラチンを含む食品は、原則としてゼラチンを含む旨を表示することになっている。またゼラチンのうち、豚由来成分が使用されているものは、イスラム教徒にとってハラムやタブーであるので、注意が必要である。

### 栄養特性
ここでは乾燥粉末のゼラチンについて述べる。含まれる栄養素のほとんどはタンパク質である。タンパク質を構成する必須アミノ酸ではリジンが多く含まれる一方でトリプトファンはまったく含まれていない。すなわちゼラチンのアミノ酸スコアはゼロで、その第一制限アミノ酸はトリプトファンである。またメチオニンの量が相対的に少ない組成となっている。非必須アミノ酸に関しては、グリシンとプロリンが大変多く含まれており、この２つで重量比の3割強を占め、グルタミン酸も合わせると半分近い重量を占めている。

### コーヒーゼリーの調理例
1. コーヒーを淹れる。この際ゼラチンを溶かした水を混ぜることを考慮し、やや濃い目に淹れる方が良い。
2. ゼラチンを水に溶かす（水分に対し約3%）。この際にゼラチンが塊である場合は水に溶けやすくするために細かくする。
3. コーヒーを沸騰しない程度まで温めたら、ゼラチンを溶かした水を入れて粗熱をとり、冷蔵庫で1時間-2時間ほど冷却する。
4. 好みに応じてシロップ、コーヒークリーム、ホイップを添える。コーヒーに添えるものであれば殆ど利用可能。

コーヒーゼリー以外にも、ワインゼリー、フルーツゼリー、マンゴープリンなど様々なゼリーに用いられる。フルーツゼリーの場合、パイナップルやキウイフルーツのように、タンパク質分解酵素（プロテアーゼ）を含む生の果物を使った場合は、それらがゼラチンのタンパク質を分解してしまうためうまく凝固しない。プロテアーゼの一つであるパイナップルに含まれるブロメリン（プロメライン）やキウイフルーツのアクチニジン (酵素)は熱により変性しその効力を失うため、熱処理の行われたもの（缶詰）などを使えば、問題なく作ることができる。

### 消化と利用
1962年には、コラーゲンが加水分解されたゼラチンの摂取量が増えるほど、ヒドロキシプロリンがアミノ酸と結合したオリゴペプチドが血中に増加することが判明した。2014年までの知見では、吸収されたオリゴペプチドが直接利用されてコラーゲンになるということではなく、細胞分化のための信号を送る役目を果たしていると考えられている。1957年の研究では1日7グラムのゼラチンの摂取では爪のもろさが83%の人で改善、1976年の研究では14グラムのゼラチンでは70%の人で10%前後髪が太くなった。